# 北海道道922号立香南久保内线
北海道道922号立香南久保内线（日语：北海道道922号立香南久保内線）是一条位于北海道有珠郡壮瞥町的普通道级道路（北海道道）。横跨过長流川并与国道453号並行。

## 道路概况
- 起点：北海道有珠郡壮瞥町立香
- 終点：北海道有珠郡壮瞥町南久保内
- 总距离：5.5千米

## 经过的自治体
- 胆振综合振兴局
  - 有珠郡壮瞥町

## 主要连接道路
- 北海道道519号泷之町伊达线（起点）
- 北海道道2号洞爷湖登别线（终点）

## 历史
- 1977年（昭和52年）3月31日 - 路線勘定（北海道告示第842号）